# NGC 4829
NGC 4829 é uma galáxia elíptica (E) localizada na direcção da constelação de Virgo. Possui uma declinação de -13° 44' 14" e uma ascensão recta de 12 horas, 57 minutos e 24,5 segundos.
A galáxia NGC 4829 foi descoberta em 1882 por Ernst Wilhelm Leberecht Tempel.